# Laccobius occidentalis
Laccobius occidentalis är en skalbaggsart som beskrevs av Cheary 1971. Laccobius occidentalis ingår i släktet Laccobius och familjen palpbaggar. Inga underarter finns listade i Catalogue of Life.